# カナダの鉄道

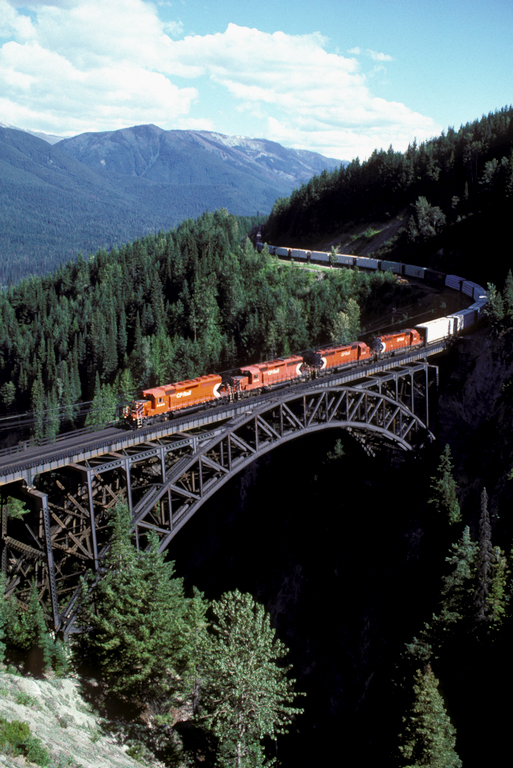
ストーニー・クリーク橋を渡るカナダ太平洋鉄道貨物列車

カナダの鉄道では、カナダ全土に敷設された鉄道について記述する。カナダでは鉄道網が発達しており、今日では旅客輸送より主に貨物輸送に使用されている。
カナディアン・ナショナル鉄道（Canadian National Railway、略称：CN）とカナダ太平洋カンザスシティ鉄道（Canadian Pacific Kansas City、略称：CPKC）の二社が二大鉄道事業会社である。全国規模の旅客鉄道は国有企業であるVIA鉄道が運営している。モントリオール、トロント、バンクーバーの三大都市では近郊通勤列車も運営されている。これらの大都市および他の地方都市ではライトレール（軽量軌道交通）や地下鉄もある。さらに遠隔地を走る小規模鉄道や観光用鉄道も存在する。
カナダの鉄道は総延長49,422km、そのうち電化区間は129kmに過ぎない。基本は大部分が標準軌を採用している。例外としては北米の主要鉄道網に接続していない小規模独立系鉄道会社や森林軌道・鉱山軌道などの産業用鉄道の一部が狭軌である他、トロント地下鉄とトロント路面電車が広軌となっている。

## 歴史
カナダにおける最初の鉄道は、シャンプラン・セントローレンス鉄道（Champlain and Saint Lawrence Railroad）で、1836年にモントリオール郊外で開業した。その後1849年の鉄道利子保証法（長距離鉄道事業の債券は一定の利回りを保証しなければならないとされた）によって、英領カナダ両植民地（アッパー・カナダとローワー・カナダ）での鉄道路線が急速に拡張する結果を招いた。利益保証のための補助金もかさみ、結果として植民地政府の財政が悪化していくことにもなったが、グランド・トランク鉄道は1860年にオンタリオ西部のサーニアからモントリオールまで開通した。
1867年のカナダ「建国」（「カナダ」の名の下の一つの自治領設立）も部分的にはこの鉄道開通がもたらしたとも言える。それまで分離していた植民地政府（アッパー・カナダとローワー・カナダ）は、鉄道敷設によって財政が破綻したため合併しより強固な財政基盤を確立する必要があったためである。大西洋岸の植民地政府も植民地間の鉄道（カナダ・インターコロニアル鉄道、カナディアン・ナショナル鉄道の前身）敷設に合意し、ブリティッシュコロンビア植民地政府も大陸横断鉄道開通を実現するため、この動きに合同したとも言える。インターコロニアル鉄道は政府が利益保証をしなかったため、サンドフォード・フレミングの卓越した経営の元で敷設されることになった。
太平洋岸への鉄道路線であるカナダ太平洋鉄道は、民間資本とプレーリー地域の大量の土地信託資金（鉄道敷設前にはほとんど価値のなかった土地）で2,500万ドルの資金と独占権を獲得し敷設された。当時、技術的にも驚異の世界最長鉄道として、1885年に開通した。
1900年代のカナダの経済成長で、大陸横断鉄道はさらに2路線が追加されることになった。カナディアン・ノーザン鉄道は北部プレーリー地域を通過する計画、
グランド・トランク鉄道もグランド・トランク太平洋鉄道として大陸横断鉄道を敷設する計画を発表した。政府は当初この2案を1路線にまとめる調整を行なったが合意に至らず、両案ともに支持することになった。また連邦政府自身も居住者のいないカナダ楯状地の広大な後背地にナショナル・トランスコンチネンタル鉄道（モンクトンからケベック・シティーを通りウィニペグへ至る路線）を敷設した。
第一次世界大戦が勃発したため移民数が減少し、資本不足に陥ったためこの積極的拡張策は大失敗に終わる。その結果、合計20億ドルの負債を計上し、カナディアン・ノーザン鉄道、グランド・トランク太平洋鉄道、グランド・トランク鉄道は連邦政府により国営化された。これらの3つの鉄道会社は国営カナダ政府鉄道とし、1918年から1923年の間にさらにカナダ・インターコロニアル鉄道、ナショナル・トランスコンチネンタル鉄道およびその他の中小鉄道会社と併せカナディアン・ナショナル鉄道として合併した。
第一次大戦後は鉄道拡張も収まり、カナダでは鉄道の黄金時代が終了した。1920年代には自動車輸送が競合として登場し、第二次世界大戦後は個人の移動手段は自動車と航空機に奪われるようになった。戦後、ケベック、ラブラドール、ブリティッシュコロンビアで大規模な資源輸送用の鉄道が敷設されたが、北米の幹線鉄道に接続されないものも多かった。
1978年に政府はカナダ国内の旅客輸送事業を統合しVIA鉄道を設立した。1987年には全国輸送法（National Transportation Act）を公布し、カナダにおける鉄道産業の規制緩和を部分的に実施。これにより赤字路線の撤廃規制が緩和された。1995年には連邦政府はカナディアン・ナショナル鉄道を民営化し、1996年には全国輸送法を修正したカナダ輸送法を公布し、全面的に規制撤廃を実施した。

## カナダの主な鉄道
- カナディアン・ナショナル鉄道（Canadian National Railway、略称：CN）
- カナダ太平洋カンザスシティ鉄道（英語版）（Canadian Pacific Kansas City、略称：CPKC）
- VIA鉄道（VIA Rail）
- オンタリオ・ノースランド鉄道（Ontario Northland Railway）
- BCレール（BC Rail）
- セントラル・マニトバ鉄道（Central Manitoba Railway）
- ハドソン湾鉄道（Hudson Bay Railway）

## 隣接国との鉄道接続状況
- アメリカ合衆国 - 接続あり（ただし、アラスカ州とカナダとの間での接続は無い）
- グリーンランド - 接続なし（ネアズ海峡を隔てて隣接）